# Lola Le Lann
Pour les articles homonymes, voir Le Lann.
Lola Le Lann, née le 9 février 1996, est une actrice et autrice-compositrice-interprète française.

## Biographie
Lola Le Lann est la fille du trompettiste Éric Le Lann et de l'actrice et réalisatrice Valérie Stroh. Elle a une sœur jumelle, Hortense.
Elle fait ses débuts au cinéma en 2015 en tenant l'un des rôles principaux dans le film Un moment d'égarement.
En 2020, elle reporte la sortie de son premier album, l'auteur d'une des chansons étant accusé de viols et agressions sexuelles.

## Filmographie

### Cinéma

#### Longs métrages
- 2015 : Un moment d'égarement de Jean-François Richet : Louna
- 2018 : Bluebird (A Bluebird in My Heart) de Jérémie Guez : Clara
- 2019 : Versus de François Valla : Léa
- 2025 : Le Domaine de Giovanni Aloi : Célia

#### Courts métrages
- 2021 : Lino de Aurélien Vernhes-Lermusiaux : Charly
- 2021 : Le Mur des morts de Eugène Green : Juliette[3]

### Télévision

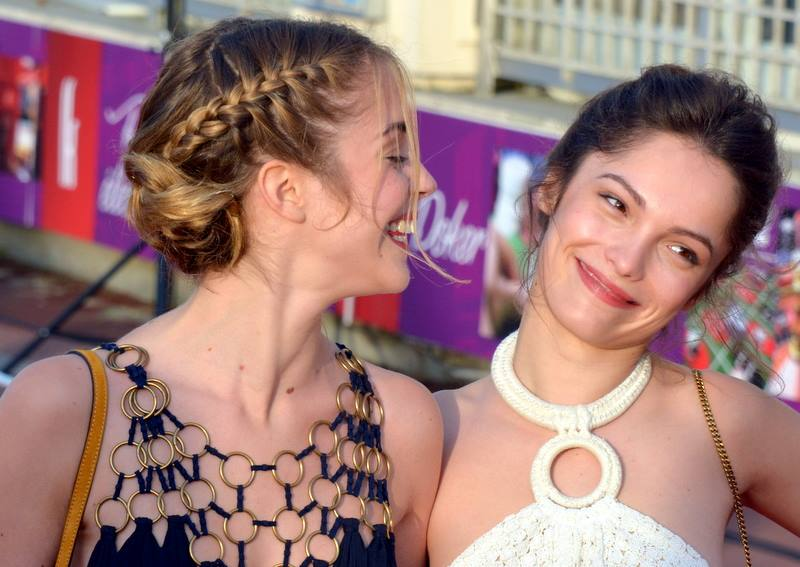
Alice Isaaz et Lola Le Lann au festival de Cabourg en 2015.

#### Séries télévisées
- 2018 : Aux animaux la guerre d'Alain Tasma : Lydie Duruy
- 2022 : Astrid et Raphaëlle : Abigaël
- 2023 : Braqueurs : Kelly
- 2023 : Killer Coaster de Nikola Lange : Pati (série Prime Vidéo)

## Théâtre
- 2018 : Tchao Pantin d'Alain Page, mise en scène Jérémie Lippmann, théâtre de la Madeleine
- 2018 : Festival Le Paris des Femmes, mise en scène Jérémie Lippmann, théâtre de la Pépinière
- 2019 : Face à Face d'Ingmar Bergman, mise en scène Léonard Matton, théâtre de l'Atelier.